# Holmes County, Ohio
Holmes County, grundat 20 januari 1824, är ett county i delstaten Ohio i USA. Den administrativa huvudorten (county seat) är Millersburg. 
Holmes County hade vid 2020 års folkräkning 44 223 invånare och är det område som flest Amishfolk lever i. Det har fått sitt namn efter Andrew Holmes, som dödades år 1814 i 1812 års krig. 

## Geografi
Enligt United States Census Bureau så har countyt en total area på 1 098 km². 1 095 km² av den arean är land och 3 km² är vatten.    

### Angränsande countyn
- Wayne County - nord
- Stark County - nordöst
- Tuscarawas County - öst
- Coshocton County - syd
- Knox County - sydväst
- Ashland County - nordväst

### Byar
- Glenmont (283 invånare)
- Holmesville (386 invånare)
- Killbuck (839 invånare)
- Millersburg (3326 invånare)
- Nashville (172 invånare)